# Cliftondale Park
Cliftondale Park es un lugar designado por el censo ubicado en el condado de Alleghany en el estado estadounidense de Virginia. En el Censo de 2020 tenía una población de 266 habitantes y una densidad poblacional de 429,03 habitantes por km². Fue incluido como CDP en el censo de 2020.

## Geografía
Cliftondale Park se encuentra ubicado en las coordenadas 37°49′24″N 79°47′55″O / 37.82333, -79.79861. Según la Oficina del Censo de los Estados Unidos,  tiene una superficie total de 0,62 km², todos correspondientes a tierra firme.